# 4Dreamers
4Dreamers – polski boys band założony 24 lutego 2018. W skład zespołu wchodzili: Kuba Szmajkowski, Mateusz Gędek, Maksymilian Więckowski i Tomasz Gregorczyk, czyli uczestnicy pierwszej edycji programu TVP2 The Voice Kids.

## Historia
Przed rozpoczęciem współpracy Jakub Szmajkowski, Mateusz Gędek, Maksymilian Więckowski i Tomasz Gregorczyk brali udział solowo w pierwszej edycji programu TVP2 The Voice Kids, emitowanego od stycznia do lutego 2018; Jakub był podopiecznym drużyny Dawida Kwiatkowskiego, Tomasz i Mateusz byli członkami grupy Edyta Górniak, a Maksymilian należał do zespołu Tomsona i Barona. Na kilka tygodni przed emisją odcinka finałowego, w którym uczestniczyli Jakub i Mateusz, wokaliści podpisali kontrakt z wytwórnią Universal Music Polska i założyli boys band o nazwie 4Dreamers.
Pierwszy wspólny występ zespołu odbył się 24 lutego 2018 w finale pierwszej edycji programu The Voice Kids. Tego samego dnia w sieci pojawił się teledysk do singla „Sekret”, który uzyskał ponad 5 mln wyświetleń w serwisie YouTube. W marcu zagrali pierwszy pełny koncert w Elblągu. 16 maja zaprezentowali wideoklip do piosenki „Drugi raz”, będącej kolejnym singlem promującym ich debiutancki album studyjny, zatytułowany po prostu 4Dreamers, który wydali 18 maja. Z wydawnictwem zadebiutowali na 6. miejscu polskiej listy najczęściej kupowanych płyt – OLiS. Między majem a lipcem odbyli cykl spotkań w salonach sieci Empik. 29 lipca wystąpili na koncercie „Lato, muzyka, zabawa”, wakacyjnej trasie przygotowanej przez TVP. 1 czerwca zaprezentowali teledysk do utworu „Też tak masz”, a 24 sierpnia – do piosenki „Dni”. Oba wideoklipy nagrali na Cyprze. 31 sierpnia rozpoczęli pierwszą trasę koncertową. Z powodu ogromnego zainteresowania występem, warszawski koncert musiał zostać przeniesiony do większego klubu. W związku z sukcesem komercyjnym debiutanckiej płyty wydali reedycję albumu, wzbogaconą o covery piosenek „Zawsze tam gdzie ty” Lady Pank i „As Long as You Love Me” Backstreet Boys oraz dwa autorskie, premierowe utwory: „Pierwszy raz” i „InstaGirl”. Do reedycji dołączono specjalnie przygotowany sekretnik dla fanów zespołu zawierający m.in. wcześniej niepublikowane zdjęcia wokalistów, którzy podzielili się także ciekawostkami ze swojego życia prywatnego.
1 marca 2019 wydali album pt. nb. Dzień po premierze rozpoczęli ogólnopolską trasę koncertową promującą płytę. 15 czerwca wystąpili na 56. KFPP w Opolu, z przebojem „Słowa na pół” i zakwalifikowali się do ścisłej trójki w finale konkursu. W listopadzie zaśpiewali utwór „Inapropro” na ceremonio otwarcia 17. Konkursu Piosenki Eurowizji dla Dzieci w Gliwicach.
24 stycznia 2020 wystąpili podczas koncertu charytatywnego Artyści dla Mai, który odbył się w warszawskim klubie Stodoła. 18 grudnia 2020 ogłosili zakończenie wspólnej drogi muzycznej, a 17 lutego 2021 premierę miała książka pt. 4Dreamers. O czterech takich co nie bali się marzyć, w której opisano historię zespołu i nad którą pracowali od września 2020.

## Dyskografia

### Albumy studyjne
| Rok  | Dane dot. albumu                                                                                    | Najwyższa pozycja na liście |
| Rok  | Dane dot. albumu                                                                                    | POL                         |
| ---- | --------------------------------------------------------------------------------------------------- | --------------------------- |
| 2018 | 4Dreamers - Wydany: 18 maja 2018 - Wytwórnia: Universal Music Polska - Format: CD, digital download | 6                           |
| 2019 | nb. - Wydany: 1 marca 2019 - Wytwórnia: Universal Music Polska - Format: CD, digital download       | 16                          |

### Single
| Rok  | Tytuł                                                                 | Album                  |
| ---- | --------------------------------------------------------------------- | ---------------------- |
| 2018 | „Sekret”                                                              | 4Dreamers (+ reedycja) |
| 2018 | „Drugi raz”                                                           | 4Dreamers (+ reedycja) |
| 2018 | „Też tak masz”                                                        | 4Dreamers (+ reedycja) |
| 2018 | „Dni”                                                                 | 4Dreamers (+ reedycja) |
| 2018 | „Pierwszy raz”                                                        | 4Dreamers (+ reedycja) |
| 2018 | „Święta to czas niespodzianek” (oraz Roksana Węgiel i Zuza Jabłońska) | –                      |
| 2019 | „Błąd”                                                                | nb.                    |
| 2019 | „Słowa na pół”                                                        | nb.                    |
| 2019 | „Inapropro”                                                           | –                      |
| 2020 | „Nie wiem”                                                            | –                      |
| 2021 | „Zacznij od zera” (gościnnie: Magda Bereda)                           | –                      |
| 2021 | „Jest okej”                                                           | –                      |

Single promocyjne
| Rok  | Tytuł                      | Album |
| ---- | -------------------------- | ----- |
| 2018 | „Song for You” (Acoustic)  | –     |
| 2018 | „Say Something” (Acoustic) | –     |
| 2020 | „Inapropro” (Acoustic)     | –     |
| 2020 | „Step by Step”             | –     |
| 2020 | „Z kopyta kulig rwie”      | –     |

## Nagrody i nominacje
| Rok  | Konkurs                                        | Kategoria                                 | Rezultat  | Źródło |
| ---- | ---------------------------------------------- | ----------------------------------------- | --------- | ------ |
| 2019 | LVI Krajowy Festiwal Piosenki Polskiej w Opolu | Premiery                                  | Nominacja | [ 18 ] |
| 2019 | Fryderyki 2019                                 | Album Roku Muzyka Dziecięca i Młodzieżowa | Nominacja | [ 19 ] |
| 2019 | Plebiscyt Super Expressu                       | Top Gwiazda Internetu                     | Wygrana   | [ 20 ] |
| 2019 | Top Of The Top Sopot Festival                  | Young Choice Awards                       | Nominacja | [ 21 ] |
| 2020 | Fryderyki 2020                                 | Album Roku Muzyka Dziecięca i Młodzieżowa | Nominacja | [ 22 ] |
| 2020 | Nickelodeon Kids’ Choice Awards                | Ulubiona Polska Gwiazda                   | Nominacja | [ 23 ] |
| 2020 | Plebiscyt Party.pl                             | Najpiękniejszy młody głos w Polsce        | Wygrana   | [ 24 ] |